# Клінге
Клінге (нід. Clinge) — село в нідерландській провінції Зеландія. Входить до муніципалітету Гюлст.
Його площа становить 13,92 км², а населення станом на 2021 рік складало 2 350 осіб.
Перша згадка про населений пункт датується 13-им сторіччям.
До 1970 року мало статус окремого муніципалітету.

## Галерея

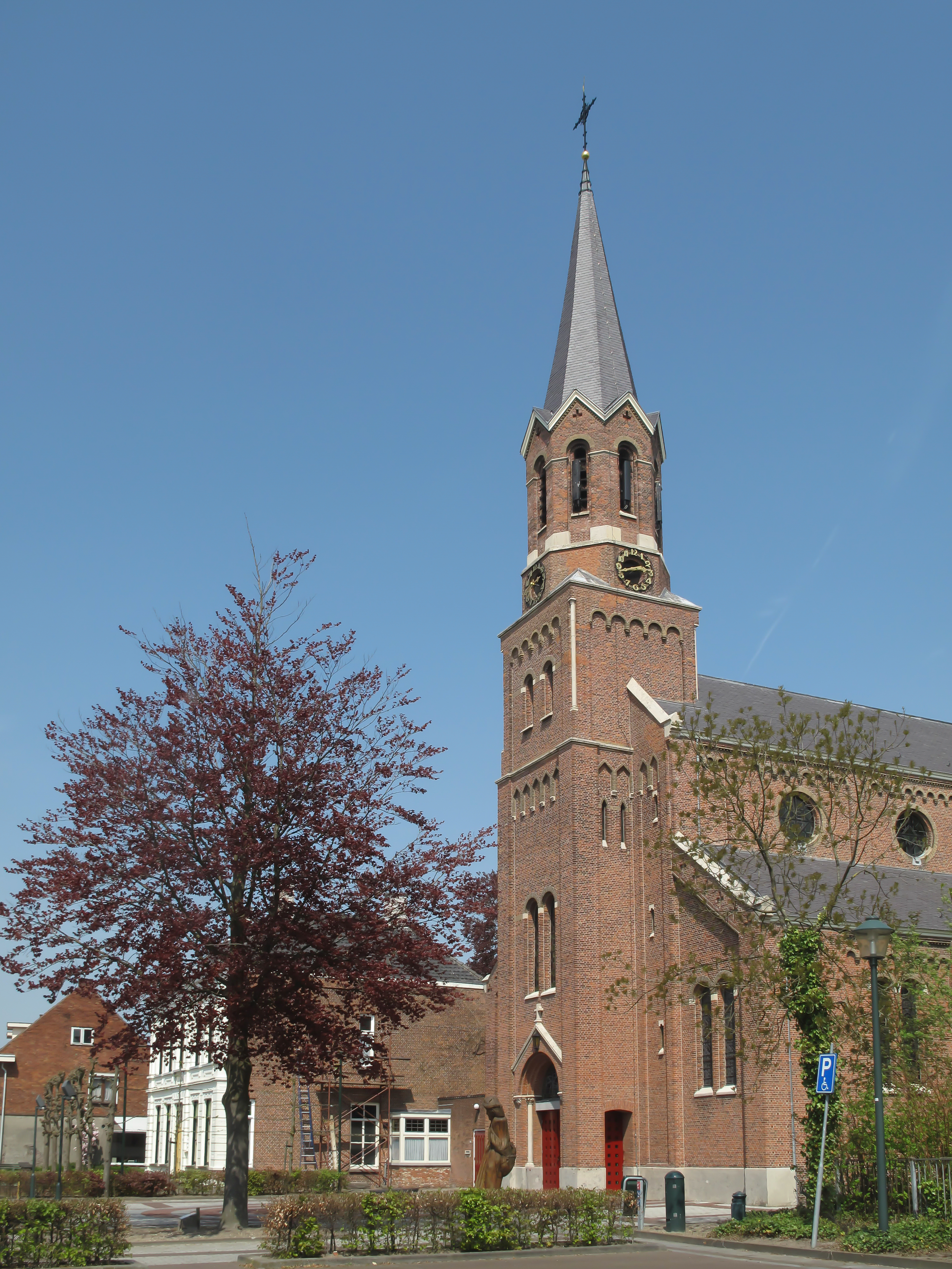
Церква св. Генрікуса
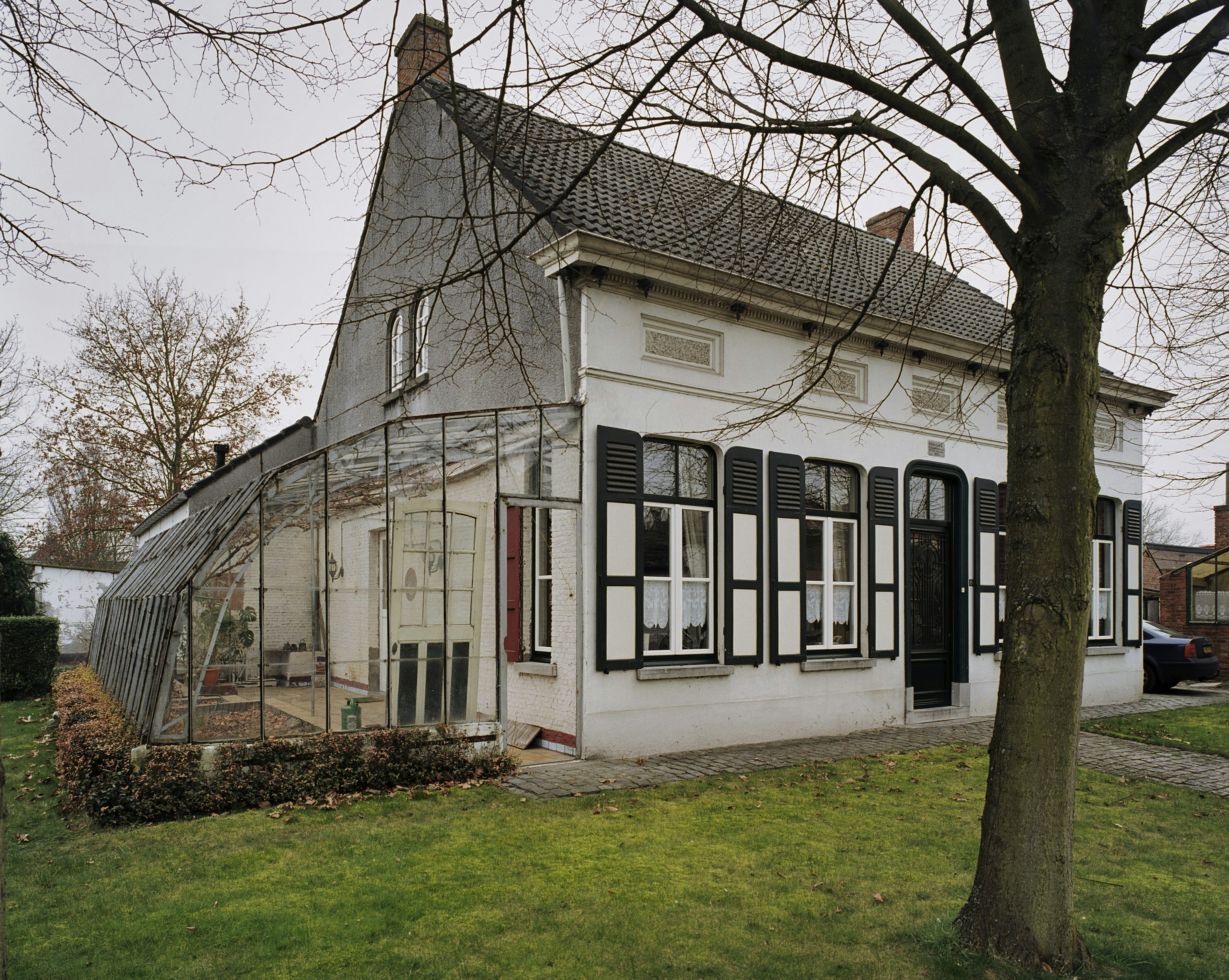
Сільський будинок
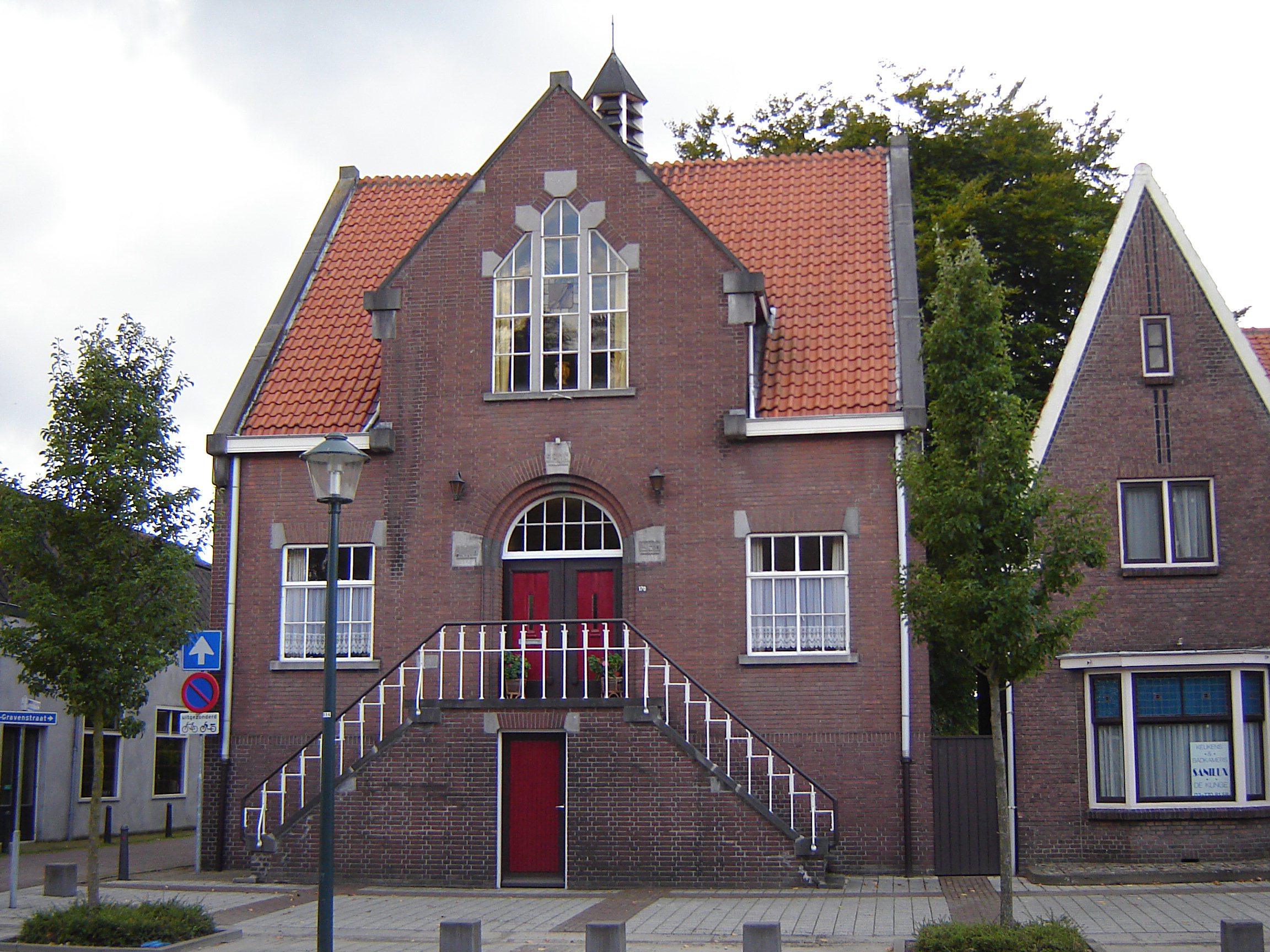
Будівля колишньої мерії